# The Rosie O'Donnell Show
The Rosie O'Donnell Show è stato un talk show statunitense ideato, condotto, e prodotto dall'attrice comica Rosie O'Donnell. La prima puntata andò in onda il 10 giugno 1996 in sostituzione dello show Carnie!, e il programma si concluse dopo sei stagioni il 22 maggio 2002.
Il talk show veniva registrato nello Studio 8G della NBC nel Rockefeller Center di New York. Il programma, che andava in onda tutti i giorni dal lunedì al venerdì, si aggiudicò cinque Daytime Emmy Awards for Outstanding Talk Show.

## Storia

### Debutto
Il 10 giugno 1996 andò in onda la prima puntata del The Rosie O'Donnell Show, e si rivelò da subito un successo. Il format era stato ideato per sostituire la trasmissione simile Carnie!, andata in onda dal 6 settembre 1995 al 23 febbraio 1996, nella stessa fascia oraria.

### 1996–1999
Nell'ottobre 1996, scoppiò un incendio presso il Rockefeller Center a New York. Come risultato, le registrazioni dello show furono spostate per quattro giorni all'Ed Sullivan Theater (dove David Letterman registrava il suo show). Finita l'emergenza, la prima puntata trasmessa dallo studio regolare incluse una scenetta d'apertura che citava il film Il mago di Oz, nella quale Rosie si svegliava da un sogno.
O'Donnell parlava spesso della sua ammirazione nei confronti di Barbra Streisand, e nel novembre 1997, la Streisand (che concedeva raramente interviste) accettò di partecipare a uno speciale da un'ora a lei dedicato all'interno del programma. Il set fu ricoperto di fiori in suo onore, e all'intervista partecipò anche il marito della Streisand, l'attore James Brolin. Nell'ottobre 1996 la O'Donnell mostrò all'interno del programma il pupazzo Tickle Me Elmo, svolgendo un ruolo centrale nella popolarità del giocattolo, che nel periodo natalizio andò esaurito e divenne introvabile. Nel 1997 David Bowie partecipò allo show insieme alla moglie Iman per promuovere il suo ultimo album Earthling. Nel corso della puntata, venuto a sapere che la canzone preferita di Rosie O'Donnell era China Girl, le dedicò dal vivo un'estemporanea versione acustica del pezzo appositamente intitolata Rosie Girl. Il 19 maggio 1999, un mese dopo i fatti della sparatoria di Columbine, la O'Donnell intervistò l'attore Tom Selleck, che recentemente aveva girato uno spot pubblicitario a favore della National Rifle Association of America, facendogli delle domande circa la sua opinione personale nei confronti del controllo sulla diffusione delle armi negli Stati Uniti. Secondo quanto dichiarato a posteriori da Selleck, i due avevano precedentemente preso accordi di non trattare l'argomento nella trasmissione. Tuttavia, Rosie O'Donnell dichiarò che l'attore e il suo agente erano stati entrambi preventivamente avvertiti che l'argomento sarebbe stato trattato nel corso dell'intervista.

### 2000–2002
Nell'aprile 2001, Rosie si assentò dal programma per un periodo di due settimane per motivi di salute. La sostituirono alla conduzione svariate personalità, inclusi Joy Behar, Meredith Vieira, Barbara Walters, Kathy Griffin, Marie Osmond, Jane Krakowski, Ana Gasteyer e Caroline Rhea.
Nel corso dell'ultima stagione dello show, la O'Donnell chiamò proprio Caroline Rhea come conduttrice del programma ogni venerdì. La crescente popolarità della Rhea come ospite allo show, le garantì l'opportunità di presentare un suo personale show l'anno seguente, in sostituzione del Rosie O'Donnell Show. Tuttavia, il suo show non ebbe lo stesso riscontro e durò soltanto una stagione.

### Fine
Dopo sei anni, lo show chiuse i battenti nel 2002 perché Rosie scelse di passare maggior tempo con la sua famiglia.
L'ultima puntata fu trasmessa in diretta il 22 maggio 2002. Incluse un numero musicale d'apertura trasmesso da Broadway, con la partecipazione di Vanessa Williams e John Lithgow. Gli ospiti della puntata finale furono Nathan Lane e Christine Ebersole. In conclusione, fu trasmessa una clip dove Tom Cruise falciava un prato, poi si fermava guardando in camera dicendo: «Rosie, ti taglio il prato, e qui c'è la tua limonata». La scenetta era un riferimento a una gag ricorrente dello show, dove la O'Donnell dichiarava la sua adorazione nei confronti di Cruise.
Altre puntate inedite, ma pre-registrate, andarono in onda fino al 27 giugno 2002. Le repliche proseguirono fino al 30 agosto 2002.